# 薛晴
薛 晴（せつ せい、ウェード式：Hsueh Ching、シュエ・チン、1991年2月26日 - ）は、台湾の女性声優。東南科技大学卒業。

## 人物
母親は陳季霞の声優、女優である。

## 出演

### 実写映画
- ハリー・ポッターシリーズ（ジニー・ウィーズリー）

### アニメ
日本製アニメ
- いなり、こんこん、恋いろは。（伏見いなり）
- るろうに剣心 -明治剣客浪漫譚-（神谷薫）
- 神のみぞ知るセカイ（青山美生、桂木麻里、杉本四葉、九条月夜、倉川灯）
- 暗殺教室（茅野カエデ）
- 少女終末旅行（ユーリ）
- にゃんぱいあ（にゃんぱいあ）
- 七つの大罪（エリザベス・リオネス）
- ヒーリングっど♥プリキュア（キュアグレース、ペギタン、テアティーヌ）
- 蜘蛛ですが、なにか?（ヤーナ）
- 無職転生 〜異世界行ったら本気だす〜（ロキシー・ミグルディア）
- ひろがるスカイ!プリキュア（キュアグレース）

アメリカ製アニメ
- フィニアスとファーブ（イザベラ・ガルシア・シャピロ）
- ちいさなプリンセス ソフィア（ソフィア）
- パワーパフガールズ（バブルス）
- サマーキャンプ・アイランド（ペッパー）